# Изотопический эффект
Изотопический эффект — зависимость критической температуры ({\displaystyle T_{K}}) перехода металла в сверхпроводящее состояние от изотопного состава образца: {\displaystyle T_{K}} возрастает при уменьшении атомной массы ({\displaystyle M}) изотопа, образующего кристаллическую решётку. Для ряда металлов (ртуть, олово, таллий) приблизительно выполняется соотношение {\displaystyle T_{K}\cdot M^{\frac {1}{2}}=\mathrm {const} }. Изотопический эффект впервые наблюдался в 1950 году.